# انتلرز (فرقة)
انتلرز هي فرقة روك أمريكية مستقلة مقرها في بروكلين، نيويورك. أغاني الفرقة من تأليف وغناء بيتر سيلبرمان.

## أعضاء الفرقة
- بيتر سيلبرمان - غناء، الغيتار، هارمونيكا، القيثارة، الأكورديون، لوحات المفاتيح (2006 إلى الوقت الحاضر)
- مايكل ليرنر - طبول، إيقاع (2007 إلى الوقت الحاضر)

الأعضاء السابقون
- داربي سيسي - لوحات المفاتيح، البوق، بانجو (2007-2019) [1]
- جاستن ستيفرس - جيتار باس، غناء مساند (2007-2008) [2]
- نيكولاس شيلستاك - آلة موسيقية، جيتار، كمبيوتر محمول (2007) [3]

إضافيون
- تيموثي ميسلوك - جيتار باس، جيتار (موسيقي متجول)

## ديسكغرفي

### ألبومات حية
- في لندن (2015)

### ألبومات
- اثنان (أح.م) بدون عنوان (2003-2005؟) (تحت لقب بيتر سام)
- أنت تزحف إلى نومنا (2005) (تحت لقب بيتر سام)
- شريط فبراير (2007)
- الحرب الباردة (2007)
- مستشفيات نيويورك (2008)
- (معًا) (2011)
- الولايات المتحدة تحت البحر رقم. 186 (ANTI- ، 24 يوليو 2012) [4]

### الأغاني
- "Bear" (2009)
- "Two" (22 حزيران (يونيو) 2009)
- «سيلفيا» (22 مارس 2010)
- «لا أريد الحب» (2011)
- «لا أرامل» (2011)
- «الخروج الفرنسي» (2011)
- "Drift Dive" (26 يونيو 2012) رقم المبيعات 14 في المملكة المتحدة [5]
- «القصر» (31 مارس 2014)
- «فندق» (5 مايو 2014)
- "Wheels Roll Home" (6 أكتوبر 2020)
- «إنه ما هو» (10 نوفمبر 2020)

### الفيديوهات الموسيقية
| سنة  | فيديو                   | مخرج                         |
| ---- | ----------------------- | ---------------------------- |
| 2009 | "اثنين"                 | إيثان سيغال وألبرت ثروور     |
| 2010 | "يتحمل"                 | ايفان دينيس                  |
| 2010 | "سيلفيا"                | تري هوك                      |
| 2011 | "كل ليلة تتساقط أسناني" | جولييت ريوس وجابي إملاي      |
| 2012 | "Drift Dive"            |                              |
| 2014 | "قصر"                   | هنا تاجيما                   |
| 2014 | "الفندق"                | ديريك بلشام                  |
| 2020 | "عجلات لف المنزل"       | ديريك بيلشام وإميلي تيرندروب |

## روابط خارجية
- الموقع الرسمي